# La Fin des certitudes
La Fin des certitudes est un livre de Ilya Prigogine (prix Nobel de chimie en 1977) et subsidiairement Isabelle Stengers, édité en 1996.
Le livre traite et rejette le déterminisme qui, jusqu'à présent, est considéré comme une règle dans tous les processus physiques. À la place, Ilya Prigogine plaide pour une représentation probabiliste, et donc une refonte complète de la vision du monde. Il indique dans son essai les théories et expériences dans lesquelles la connaissance complète des éléments constitutifs ne permet pas de prévoir leurs évolutions (problème des n corps, systèmes instables, etc). Les sujets de libre-arbitre et de flèche du temps, liés à la question du déterminisme des systèmes, y sont aussi traités.
« Ces lois sont incomplètes, aussi incomplètes que si elles ignoraient la gravitation ou l'électricité. » (Il s’agit bien entendu des lois de la nature supposées universelles, éternelles et indépassables).
« Le déterminisme ne met pas seulement en cause la liberté humaine. Il rend impossible la rencontre de la réalité qui est la vocation même de notre connaissance. »
Dans son dernier chapitre, le livre radicalise les idées déjà développées avec Isabelle Stengers dans Entre le temps et l'éternité, avec l'idée d'un méta-univers « au sein duquel un nombre indéfini d'univers individuels est susceptible de naitre », qui fait du Big-bang non pas un événement ponctuel et singulier, mais un des résultats possibles au sein d'une instabilité générale.